# Karl Diebitsch
Karl Diebitsch (Hanôver, 3 de janeiro de 1899 – Kreuth, 6 de agosto de 1985) foi um artista, desenhista e oficial da Schutzstaffel (SS) responsável por projetar muitos dos trajes da SS durante a era nazista. Diebitsch trabalhou com o designer gráfico Walter Heck para elaborar o conhecido uniforme preto da SS. Também com seu sócio, o industrial Franz Nagy, Diebitsch iniciou a produção de porcelana artística na Fábrica de Porcelanas Allach.

## Biografia
Nascido em 3 de janeiro de 1899, na cidade de Hanôver, na Alemanha. Diebitsch frequentou uma escola de artes e se formou como aprendiz de pintor e decorador pouco antes da Primeira Guerra Mundial. Seus estudos foram interrompidos por seu alistamento na Marinha Imperial Alemã em 1915, durante o qual foi condecorado com a Cruz de Ferro de 2.ª Classe. Ele deixou o exército após a rendição alemã. Depois de trabalhar temporariamente como comerciante, Diebitsch decidiu retomar seus estudos de arte e matriculou-se na escola de design da Academia de Artes Plásticas e Gráficas de Munique em 29 de outubro de 1919.

### Juntando-se ao Partido Nazista
Em 1 de maio de 1920, Diebitsch juntou-se ao Partido Nazista (NSDAP). Seu número de membro era 1.436. De 1920 a 1923 foi membro do Freikorps. Em 1925, dois anos após o fracassado golpe de estado conhecido como Putsch da Cervejaria, Diebitsch completou seus estudos em arte, seguido por vários anos morando e trabalhando em Munique como pintor e artista gráfico. Quando os nazistas chegaram ao poder em 1933, Diebitsch mudou-se com sua família para Berlim e lá se juntou ao Reichsverband Bildender Künstler Deutschlands (Associação Nacional de Artistas Visuais Alemães). Em 1932, o novo uniforme todo preto da SS foi desenhado por Diebitsch com o designer gráfico Walter Heck.

## Obras de arte para a Alemanha nazista

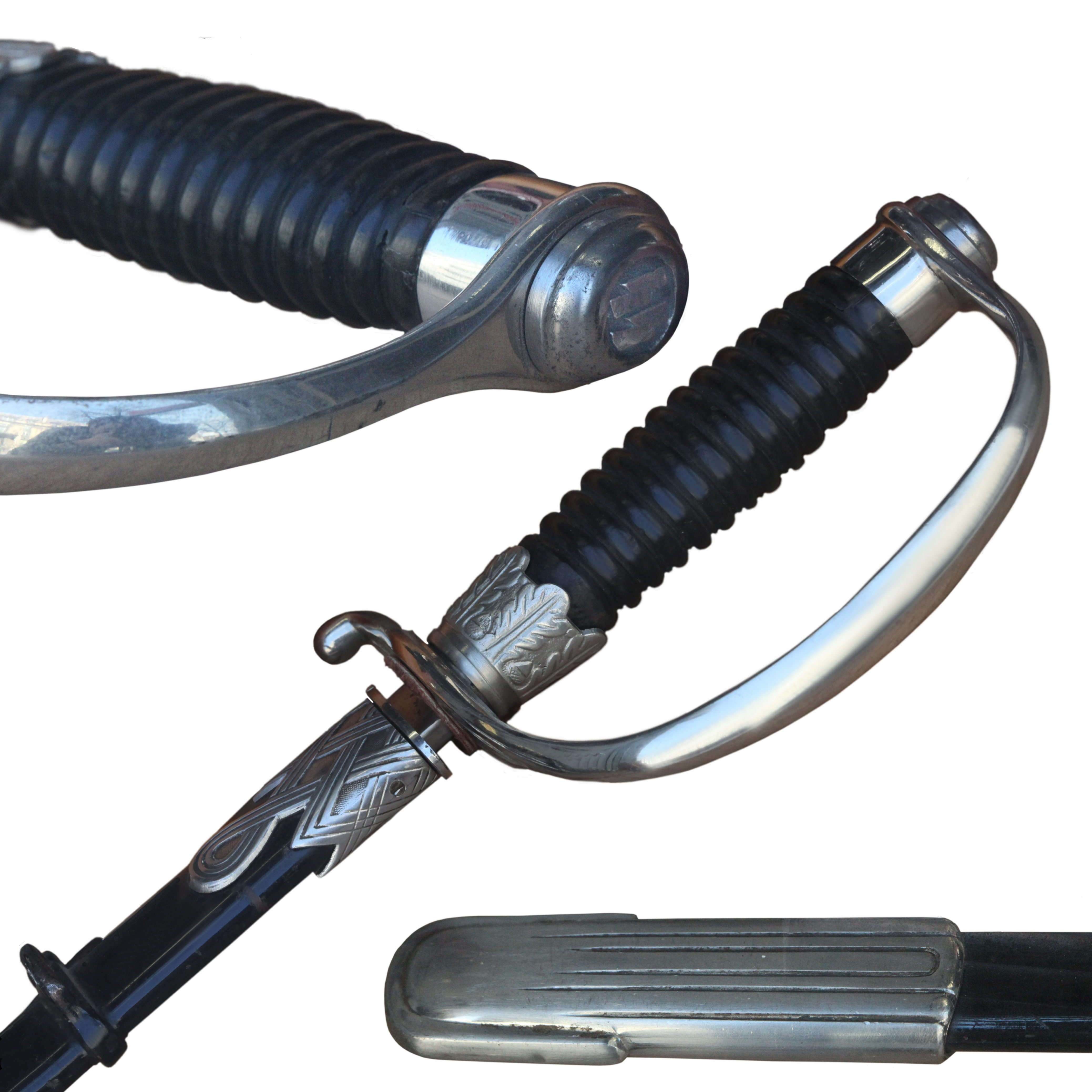
Degen (SS), um sabre cerimonial usado juntamente com os uniformes da SS, desenhado por Diebitsch

Diebitsch atuou como diretor da SS na Fábrica de Porcelanas Allach até 1936, quando a fábrica teve sua unidade de produção transferida para Dachau. No mesmo ano, ele projetou adagas e peças de espadas da SS, junto com muitos outros itens. Em 1938, ele recebeu um dos prêmios principais na exposição no museu Haus der Kunst em Munique por sua pintura intitulada Mutter (Mãe). Em 1939, Diebitsch desenhou o logotipo em papel timbrado do Ahnenerbe e emblemas para oficiais da SS. Em maio de 1939, ele projetou uma janela para uma parede externa na cúpula da Abadia de Quedlinburg. Diebitsch também desenhou muitos selos postais alemães durante o Terceiro Reich. Ele recebeu um título honorário de Professor de Adolf Hitler.

## Anos de guerra e vida posterior
Além de artista, Diebitsch também foi oficial da reserva da Waffen-SS durante a Segunda Guerra Mundial. Em 1944 Diebitsch foi finalmente promovido ao posto de SS- Oberführer. Ele morreu em Kreuth na região da Baviera em Agosto de 1985.